# Box-office Russie 2014

## Les millionnaires
| Class. | Titre                                              | Pays                   | Réalisateur                       | Box-Office Russie |
| ------ | -------------------------------------------------- | ---------------------- | --------------------------------- | ----------------- |
| 1      | Transformers : L'Âge de l'extinction               | Drapeau des États-Unis | Michael Bay                       | 45 200 121 $      |
| 2      | Maléfique                                          | Drapeau des États-Unis | Robert Stromberg                  | 37 779 753 $      |
| 3      | La Légende de Viy                                  | Drapeau de la Russie   | Oleg Steptchenko                  | 34 125 682 $      |
| 4      | Noé                                                | Drapeau des États-Unis | Darren Aronofsky                  | 33 854 392 $      |
| 5      | Dragons 2                                          | Drapeau des États-Unis | Dean DeBlois                      | 30 030 299 $      |
| 6      | Ninja Turtles                                      | Drapeau des États-Unis | Jonathan Liebesman                | 28 916 123 $      |
| 7      | Rio 2                                              | Drapeau des États-Unis | Carlos Saldanha                   | 26 853 427 $      |
| 8      | 47 Ronin                                           | Drapeau des États-Unis | Carl Erik Rinsch                  | 26 058 135 $      |
| 9      | Le Hobbit : La Bataille des Cinq Armées            | Drapeau des États-Unis | Peter Jackson                     | 23 962 118 $      |
| 10     | Les Gardiens de la Galaxie                         | Drapeau des États-Unis | James Gunn                        | 23 530 783 $      |
| 11     | X-Men: Days of Future Past                         | Drapeau des États-Unis | Bryan Singer                      | 22 554 389 $      |
| 12     | Hercule                                            | Drapeau des États-Unis | Brett Ratner                      | 22 250 541 $      |
| 13     | Lucy                                               | Drapeau de la France   | Luc Besson                        | 21 612 689 $      |
| 14     | Edge of Tomorrow                                   | Drapeau des États-Unis | Doug Liman                        | 21 509 744 $      |
| 15     | The Amazing Spider-Man : Le Destin d'un héros      | Drapeau des États-Unis | Marc Webb                         | 20 871 833 $      |
| 16     | Dracula Untold                                     | Drapeau des États-Unis | Gary Shore                        | 20 667 445 $      |
| 17     | La Planète des singes : L'Affrontement             | Drapeau des États-Unis | Matt Reeves                       | 20 640 785 $      |
| 18     | Les Nouveaux Héros                                 | Drapeau des États-Unis | Don Hall et Chris Williams        | 20 236 417 $      |
| 19     | Interstellar                                       | Drapeau des États-Unis | Christopher Nolan                 | 19 005 801 $      |
| 20     | 300 : La Naissance d'un empire                     | Drapeau des États-Unis | Noam Murro                        | 17 476 062 $      |
| 21     | Love in the Big City 3 (Любовь в большом городе 3) | Drapeau de la Russie   | David Dodson et Marius Vaisbergas | 15 689 298 $      |
| 22     | Hunger Games : La Révolte, partie 1                | Drapeau des États-Unis | Francis Lawrence                  | 15 216 903 $      |
| 23     | Godzilla                                           | Drapeau des États-Unis | Gareth Edwards                    | 15 123 140 $      |
| 24     | Captain America : Le Soldat de l'hiver             | Drapeau des États-Unis | Anthony et Joe Russo              | 14 948 380 $      |
| 25     | Les Pingouins de Madagascar                        | Drapeau des États-Unis | Eric Darnell et Simon J. Smith    | 14 941 202 $      |
| 26     | Cuisine à Paris (Кухня в Париже)                   | Drapeau de la Russie   | Dmitri Diatchenko                 | 14 187 131 $      |
| 27     | Need for Speed                                     | Drapeau des États-Unis | Scott Waugh                       | 13 860 794 $      |
| 28     | Le Loup de Wall Street                             | Drapeau des États-Unis | Martin Scorsese                   | 13 717 171 $      |
| 29     | Le Labyrinthe                                      | Drapeau des États-Unis | Wes Ball                          | 13 701 615 $      |
| 30     | Gorko! 2 (Горько! 2)                               | Drapeau de la Russie   | Zhora Kryzhovnikov                | 12 553 585 $      |